# المليونير (فلم)
المليونير فيلم مصري قديم أبيض وأسود بطولة إسماعيل يس، كاميليا، فريد شوقي، زينات صدقي، سعاد مكاوي، وداد حمدي، سراج منير، ستيفان روستى، محمود رضا بكر ومن تأليف أبو السعود الإبياري ومن إخراج حلمي رفلة.

## قصة الفيلم
يظهر إسماعيل ياسين بشخصيتين اسمهما (جميز) و (عاصم الإسترليني) يبدل (جميز الفقير) مع (عاصم الغني) فيسكن بيته ويحل مكانه في العمل ويعيش (عاصم) حياة (جميز) البسيطة؛ ثم يلتقيان في السجن ويبدو أنهما ما استطاعا العيش مكان بعضهما.
فعاصم شاب ثري يعيش مع زوجته وشقيقته، يغازل أحد الشباب زوجته فيوصي رجاله بقتله ودفن الجثة سرا، يقضي سهره بأحد الكباريهات فيلتقي بالمنولوجست جميز الشديد الشبه به، تأتي عاصم أن يستغل هذا الشبه في أن يقوم كل منهما بحياة الآخر في الحياة، يوافق جميز بعد تردد، عندما لم يستطع جميز أن يساير حياة عاصم المختلفة عنه يهرب من المنزل، يكتشف عاصم أن الشاب الذي كان يغازل زوجته هو شقيقها الذي تخفي عنه وجوده فهو فقير ويتضح أنه لم يمت، يعود عاصم لزوجته الجميلة ويعود جميز لعمله الفني.
يغني إسماعيل يس مجموعة من الأغاني الفكاهية في الفيلم مثل أغنية «العقلاء» وهي أغنية حوارية يؤديها مع مجموعة من المجانين، وكذلك يعني أغنية «عايز أروّح» مع سعاد مكاوي.